# Виллардита, Джузеппе
Джузеппе Виллардита — величайший мастер фехтования XVII века. Джузеппе Виллардита проживал в Неаполе, также и в Никосии (Сицилия), известный, как Никосиото .
Он был учеником Джованни Маттея .
В конце XVI — нач. XVII вв. в период распространения неаполитанского фехтования, палермитанская школа подверглась огромному воздействию неаполитанцев, именно благодаря Джузеппе Вилардитта был внесен огромный вклад в развитие Сицилийского фехтования .
В 1670 и 1673 году Джузеппе Виллардитта издал трактат под названием «Сицилийское фехтование»  .
В издании 1670 года мастер и учитель Джузеппе Виллардитта в своей работе достаточно просто изложил краткое содержание сицилийского фехтования. В своём труде он показывает, как с одним прямым движением, то есть выпадом, направив его только по одной прямой линии одержать победу над противником. Виллардита искренне считал, что именно таким способом и должен фехтовать рыцарь.
Далее в своём трактате 1673 года автор опубликовал ещё дополнение к вышеупомянутой работе. В том дополнении описан способ защиты только с одним мечом, действуя по одной прямой линии в любой атаке. По мнению Джузеппе Виллардита победа должна быть только в один выпад, что несомненно, что удивляло молодых фехтовальщиков следующих поколений.